# Anisagrion
Anisagrion is een geslacht van libellen (Odonata) uit de familie van de waterjuffers (Coenagrionidae).

## Soorten
Anisagrion omvat 4 soorten:
- Anisagrion allopterum Selys, 1876
- Anisagrion inornatum (Selys, 1876)
- Anisagrion kennedyi Leonard, 1937
- Anisagrion truncatipenne Calvert, 1902